# Mumie

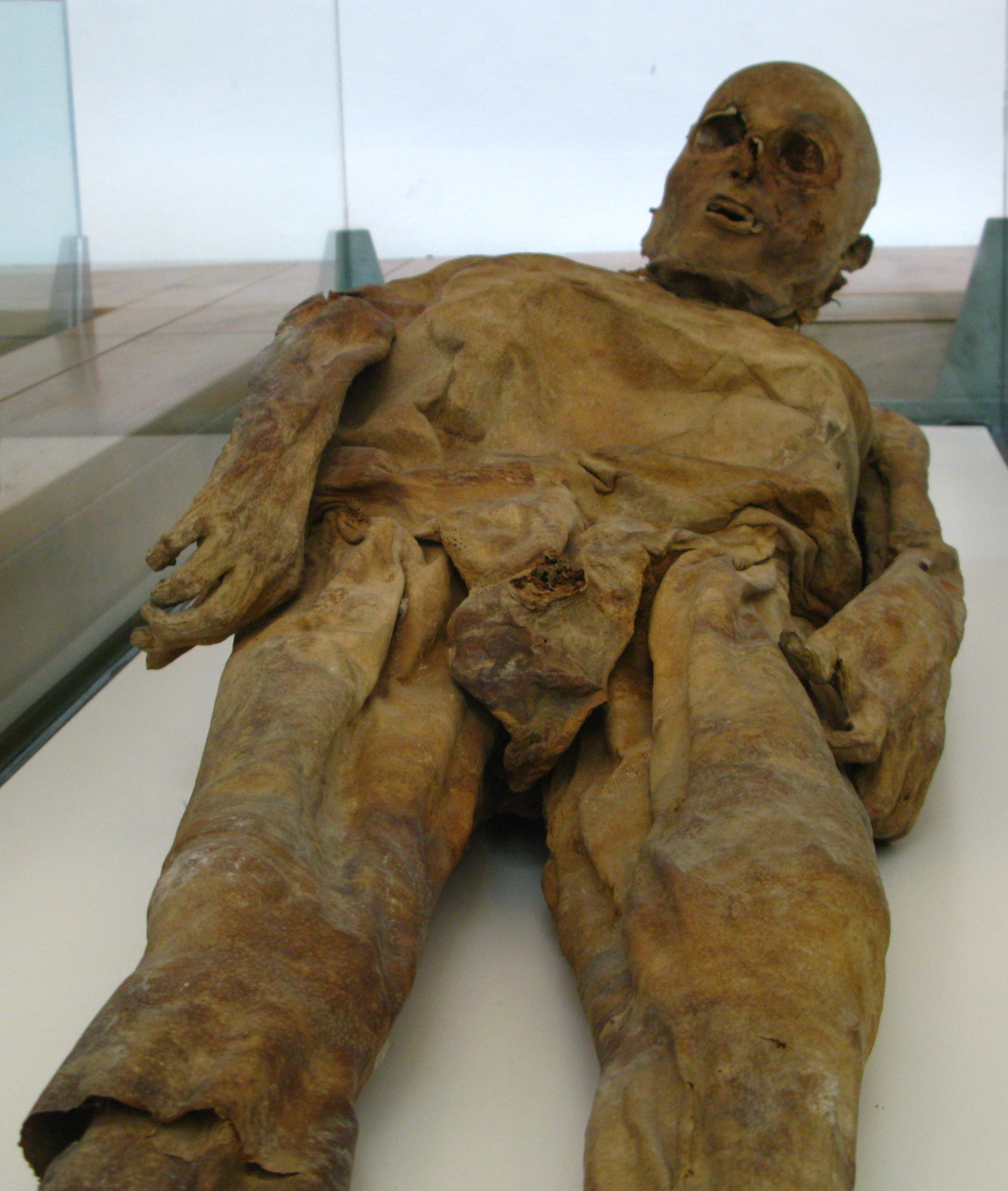
Menschliche Mumie aus dem 16. Jahrhundert, Venzone, Norditalien

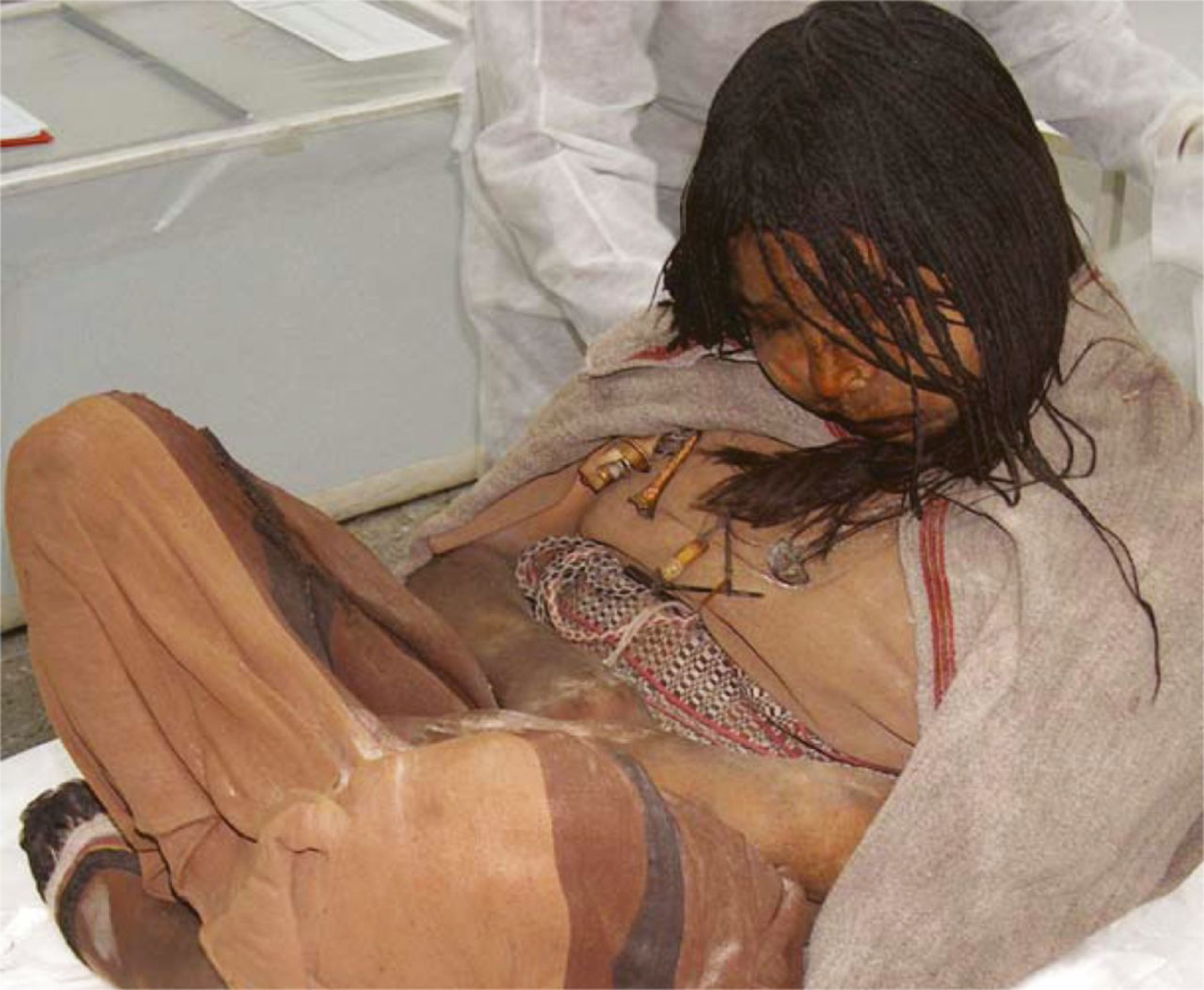
Eine der Llullaillaco-Mumien aus der Provinz Salta (Argentinien)

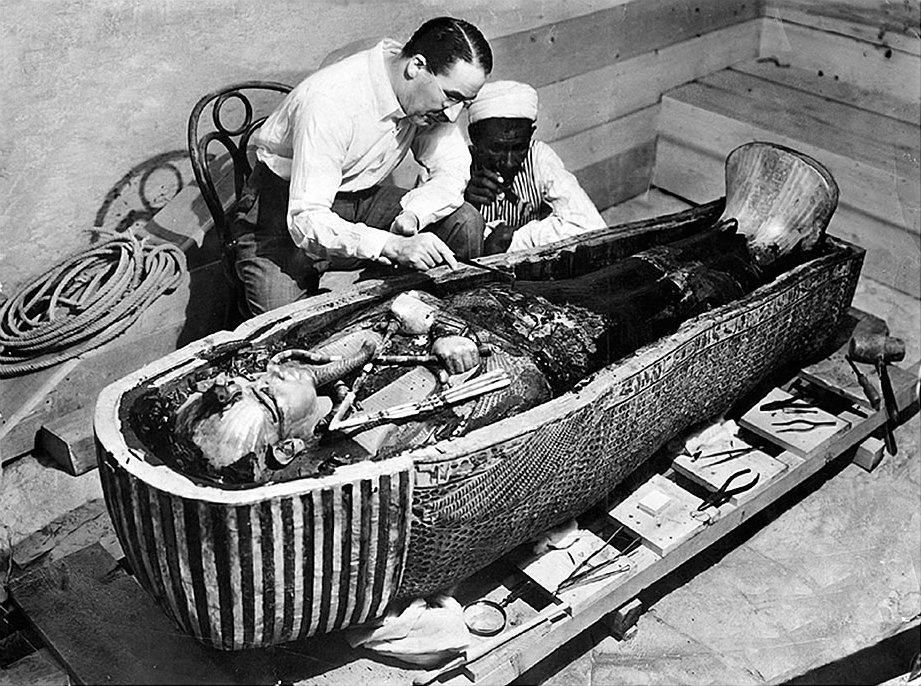
Howard Carter am geöffneten Sarg im Grab des Tutanchamun

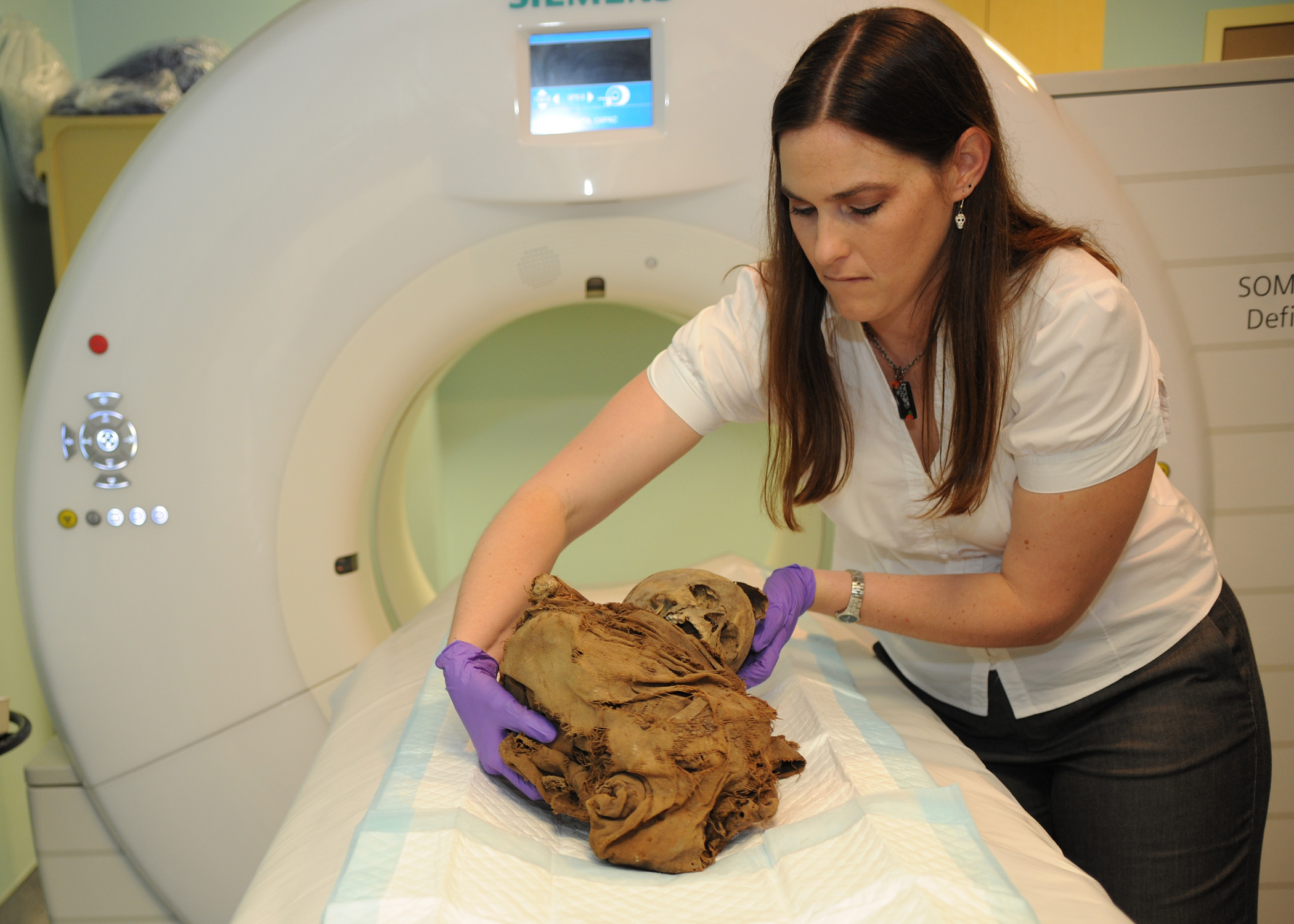
Vorbereitung einer peruanischen Kindmumie für den CT-Scanner

Als Mumie bezeichnet man die Überreste von tierischen oder menschlichen Körpern, die durch physikalische oder chemische Gegebenheiten vor natürlichen, gemeinhin unter dem Begriff Verwesung zusammengefassten Prozessen des Zerfalls geschützt und in ihrer allgemeinen Form erhalten sind. Eine Mumie kann vom Menschen durch besondere Verfahren künstlich hergestellt werden (Mumifizierung) oder quasi „von selbst“ durch natürlich ablaufende Prozesse entstehen (Mumifikation), das Endergebnis wird in beiden Fällen als „mumifiziert“ bezeichnet.
Die Bezeichnung „Mumie“ leitet sich über lateinisch Mumia wie italienisch mummia und arabisch mūmijā, „einbalsamierter Leichnam“, vom persischen Wort mumia ab (neupers. موم / mūm), was „Bitumen, Erdpech“ bedeutet. Im Alten Ägypten wurde der Begriff Mumia namensgebend, da bei den altägyptischen Mumien zumeist die schwärzlich-harzigen Substanzen verwendet wurden; Bitumen fand erst in griechisch-römischer Zeit Anwendung.
Damit eine Mumie entstehen kann, muss bei einer Leiche insbesondere die durch Autolyse, Bakterien und Insekten hervorgerufene Zerstörung des Weichgewebes wirkungsvoll unterbunden werden. Arides Klima oder kontinuierlich mit Luft durchströmte Landschaftselemente (z. B. Höhlen) und Bauwerke sind aufgrund der dort herrschenden hohen Verdunstungsraten einer Mumifizierung förderlich. Eine Mumie kann sich aber auch bei Temperaturen deutlich unter dem Gefrierpunkt von Wasser bilden. Bei Moorleichen, die ebenfalls als Mumien bezeichnet werden, findet die Weichteilkonservierung im sauren Milieu eines Hochmoores durch Sauerstoffabschluss und die Wirkung von Humin- und Gerbsäuren statt, wobei sich die mineralischen Anteile der Knochen oft auflösen. Bei der künstlichen Mumifizierung haben sich darüber hinaus das Entfernen der Eingeweide sowie verschiedene Balsamierungstechniken bewährt.
Archäologisch ist die Definition von Mumie schwierig, da ursprünglich nur ägyptische Leichen als Mumien bezeichnet wurden. Für Funde bei indigenen Völkern Südamerikas (z. B. Paracas-Kultur oder aus der Nazca-Kultur) hat sich ebenfalls der Begriff „Mumie“ etabliert. Der Begriff „Mumie“ ist für die archäologische Wissenschaft nicht verbindlich definiert. Meist wird der Begriff in Deutschland vermieden, da er zu sehr mit ägyptischen Funden in Verbindung gebracht wird.
Einen weiteren Grund, den Begriff Mumie kritisch zu sehen, sehen inzwischen einige Museen darin, dass der aus der Kolonialzeit herrührende Name respektlos gegenüber dem gestorbenen Menschen sei. Besser sei es daher von einer „mumifizierten Person“ zu sprechen.

## Mumia
Von medizinischer Bedeutung war die aus Mumien gewonnene Substanz „Mumia“. Bitumen ist schon lange Zeit bei Nomadenvölkern in Nordafrika durch seine entwässernden Eigenschaften als Wundmittel bekannt (vgl. Zugsalbe). Da man vermutete, dass ägyptische Mumien damit einbalsamiert worden sind, versuchte man den teuren Stoff erst durch Abschaben, später durch das Zermahlen der Mumie selbst zu gewinnen. Abdul Latif, ein arabischer Reisender des 12. Jahrhunderts, berichtete, dass man die nach Myrrhe duftenden Mumien in Ägypten zu medizinischen Zwecken verkaufte. Noch im 16. Jahrhundert und im Anfang des 17. Jahrhunderts wurde in Europa ein schwungvoller Handel damit betrieben, da Mumien als ein vorzügliches Heilmittel gegen Brüche, Wunden und Kontusionen galten. Anfang des 20. Jahrhunderts vertrieb der Darmstädter Pharmakonzern Merck die Produkte für zwölf Goldmark pro Kilogramm. Da Fälschungen auffliegen konnten, gab man den Produkten die Namenszusätze echt (Mumia vera) und ägyptisch (Mumia ägyptica).

## Natürliche Mumien

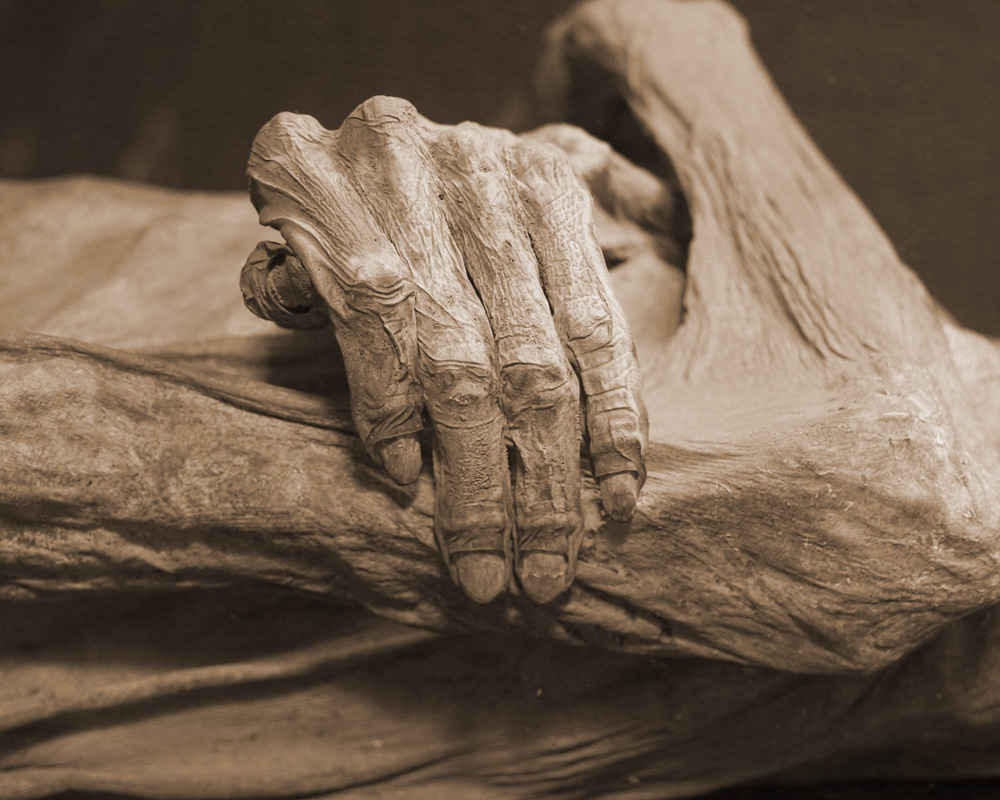
Detail einer Mumie aus Guanajuato (Mexiko)

In trockener, heißer Gegend ergibt sich bei salzhaltigem Boden eine natürliche Mumifizierung (Mumifikation). Dort entstand auch der Brauch des Mumifizierens. Natürliche Mumien werden erzeugt
- durch Lagerung in Höhlungen innerhalb saugfähigen Gesteins, z. B. Tuff (wie etwa in der Kapuzinergruft von Palermo),
- durch Trockenheit des Bodens am Begräbnisort, z. B. in der Sahara (weiße Mumien), in der peruanischen Wüste oder dem Altai-Gebirge,
- als Gletschermumie wenn der Leichnam an einem sehr kalten Ort (z. B. Gletscher oder Taiga) begraben ist und gleichsam „eingefroren“ wird,
- durch einen kalten austrocknenden Luftzug, wie im Bleikeller des Doms zu Bremen oder auf dem Großen St. Bernhard,
- durch mineralische Bestandteile des Bodens (z. B. Alaungehalt),
- durch chemische Bedingungen, beispielsweise Huminsäuren in Mooren, wie bei den nordeuropäischen Moorleichen.

## Künstliche Mumien

### In Ägypten

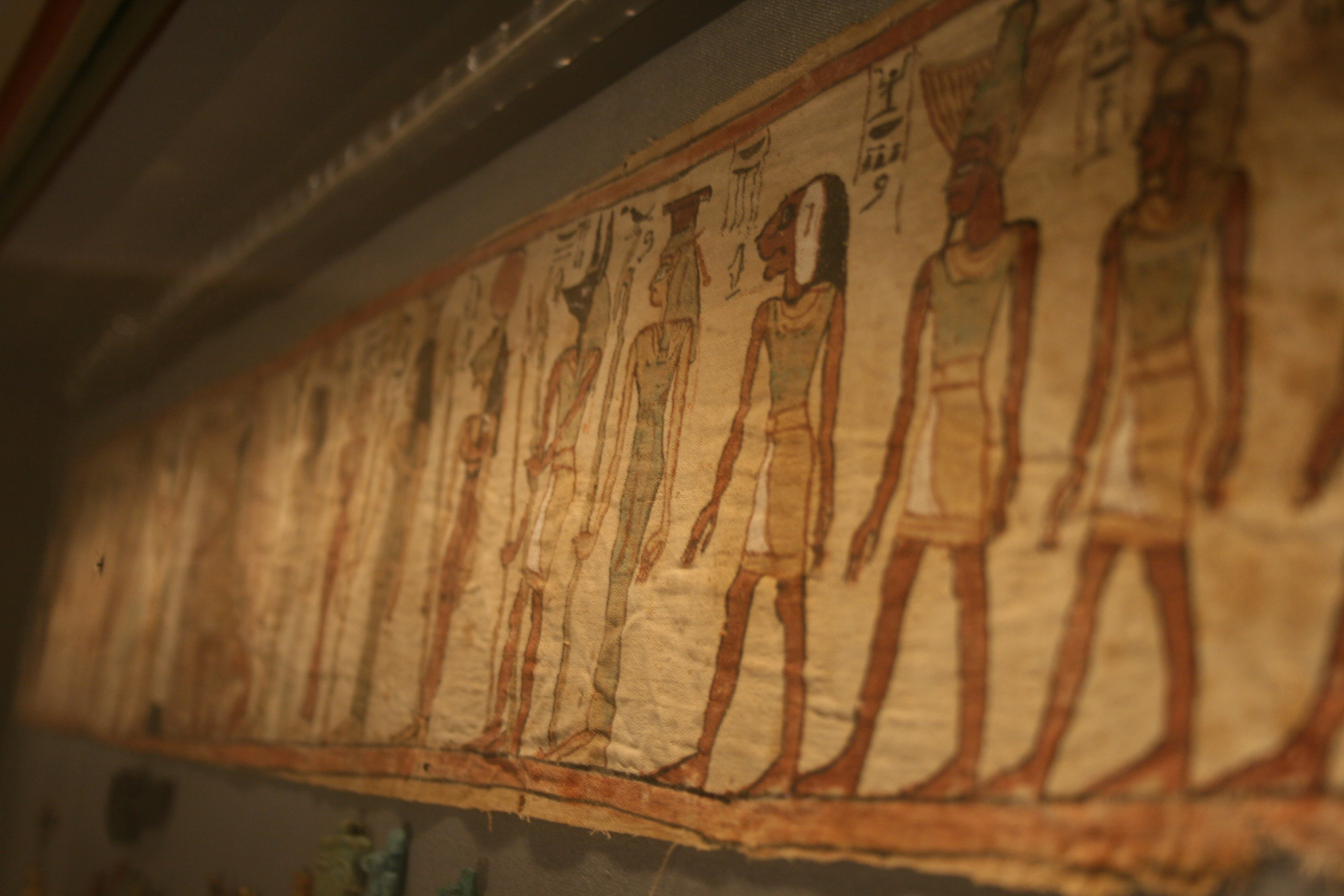
Bemalte Mumienbinde

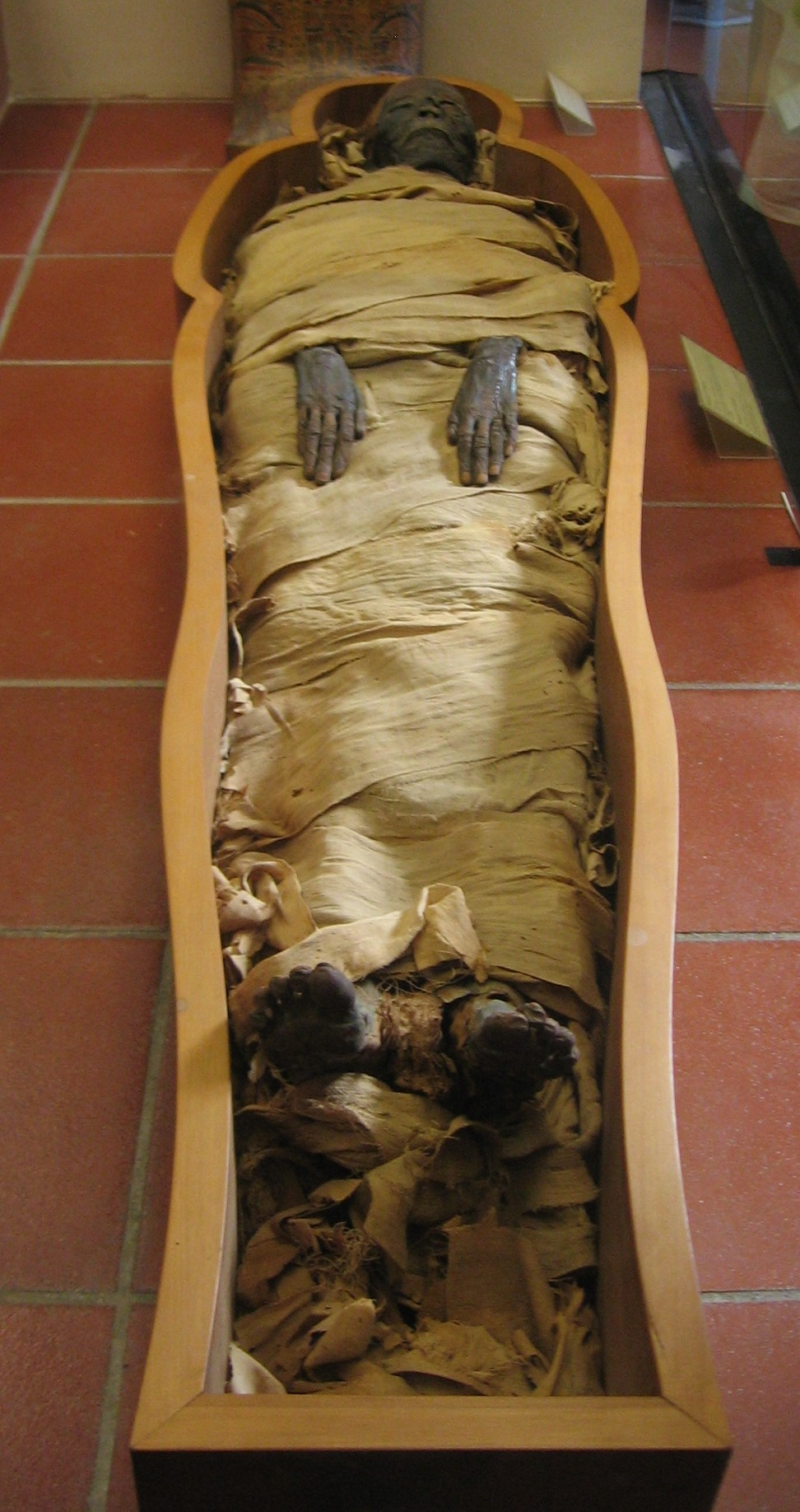
Ägyptische Mumie in den Vatikanischen Museen

Unter den künstlichen Mumien, die durch besondere Haltbarmachung erzeugt werden, sind die ägyptischen Mumien seit alter Zeit berühmt.
Die Mumien liegen in den ägyptischen Gräbern zum Teil in Sarkophagen oder in Särgen, welche nicht selten die äußere Form einer Mumie haben; namentlich gilt dies von dem innersten Kasten, welcher oft nur aus einer Art von Pappe gemacht ist; sie sind mit einer außerordentlichen Menge von Binden aus Leinwand, in seltenen Fällen aus Baumwolle, fest umwickelt, und der Kopf ist mitunter durch einen Hypocephalus gestützt.
In anderen Gräbern, beispielsweise in thebanischen Volksgräbern, liegen die Mumien uneingesargt in Haufen zu Hunderten und Tausenden. Sie sind lang gestreckt, mit den Händen über der Brust oder über der Schoßgegend gekreuzt oder mit eng an der Seite liegenden Armen, Frauen zuweilen in der Stellung der Venus von Botticelli.
Zwischen den Beinen oder Händen, seltener in den Achselhöhlen, findet man bei den Vornehmeren religiöse Handschriften auf Papyrus, besonders aus dem Totenbuch, womit bei Ärmeren die Mumienbinden beschrieben sind. Am Bauch und auf der Brust, häufiger noch zwischen den Binden finden sich kleinere Amulette; die Mumien von Vornehmeren sind oft mit Schmucksachen aus Gold und edlen Steinen, Halsbändern, Ringen, Ohrringen, Skarabäen, Amuletten und Götterfiguren geschmückt. Bei einigen hat man auch Kränze aus Blättern und Blumen von oft wunderbarer Erhaltung und Ketten von Beeren gefunden.

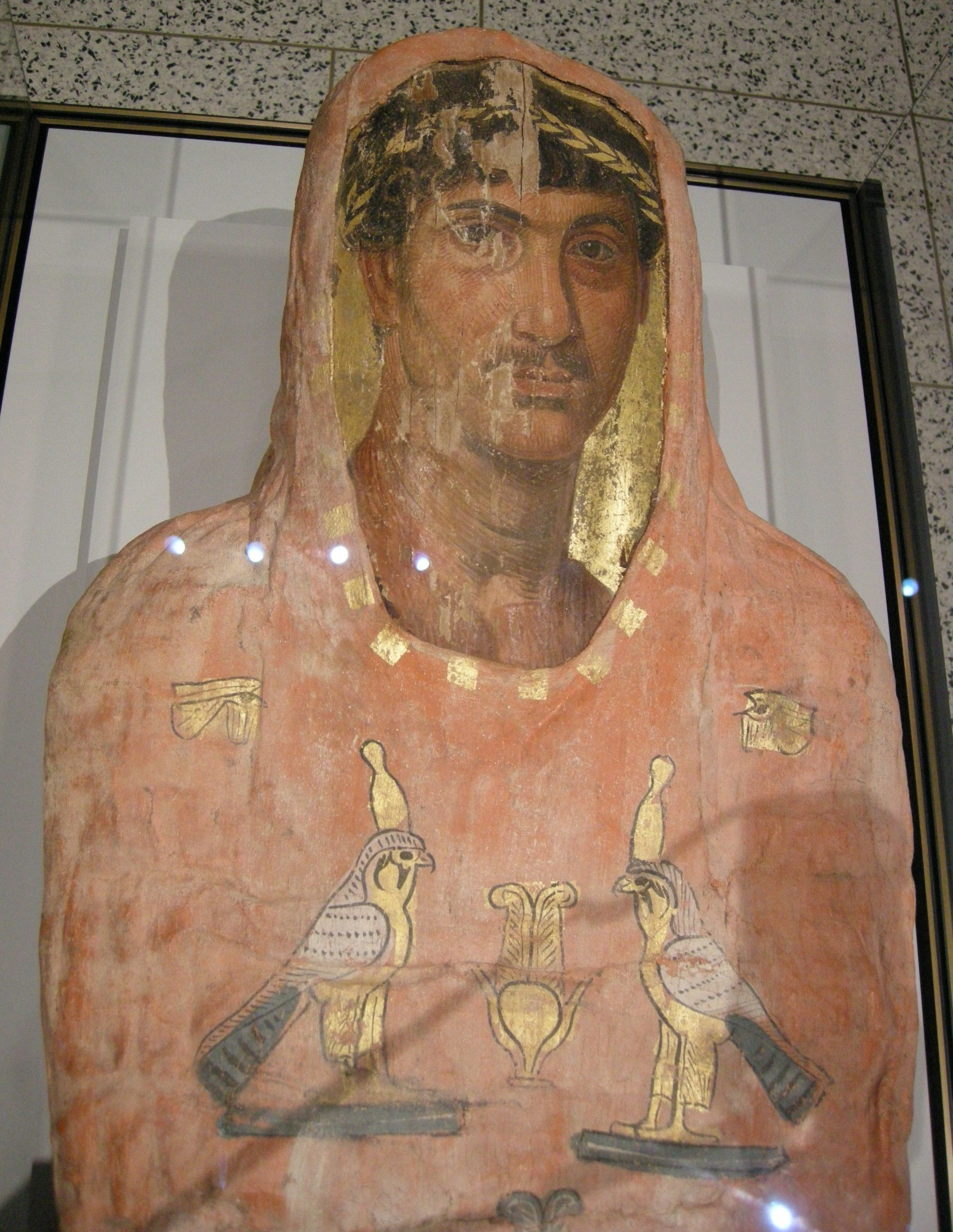
Mumienporträt aus dem Fajum (griechisch-römische Zeit)

Brust- und Bauchhöhle sind leer, durch Leinwandballen voneinander getrennt und mit einer harten, schwarzen, harzigen Substanz angefüllt. Die weiblichen Brüste finden sich nicht selten mit Leinwand ausgestopft oder mit Harz ausgegossen.
Die Mumien sind von den antiseptischen, harzigen und aromatischen Stoffen, mit welchen sie behandelt wurden, so vollständig durchdrungen, dass sie eine dunkelgelbe, rötliche, braune oder schwarze Farbe und einen nicht unangenehmen, aromatischen Geruch angenommen haben.
Die linke Hand ist fast immer mit Ringen oder Skarabäen geschmückt. Die Mumien der späteren Zeit sind teilweise schwarz und schwer und bilden mit den Binden eine unförmige Masse. Schon der arabische Gelehrte Abdul Latif erzählt von Goldstückchen, welche sich auf den Mumien fänden, und in vielen Museen hat man Exemplare, welche Vergoldung im Gesicht, auf den Augenlidern, auf den Lippen, an den Geschlechtsteilen, an Händen und Füßen zeigen.
Mumien von Memphis waren schwarz, ausgetrocknet und sehr zerbrechlich, während die von Theben gelb, matt glänzend und oft noch geschmeidig einen anderen Zustand aufwiesen, was auf eine verschiedenartige Behandlungsweise hindeutet.

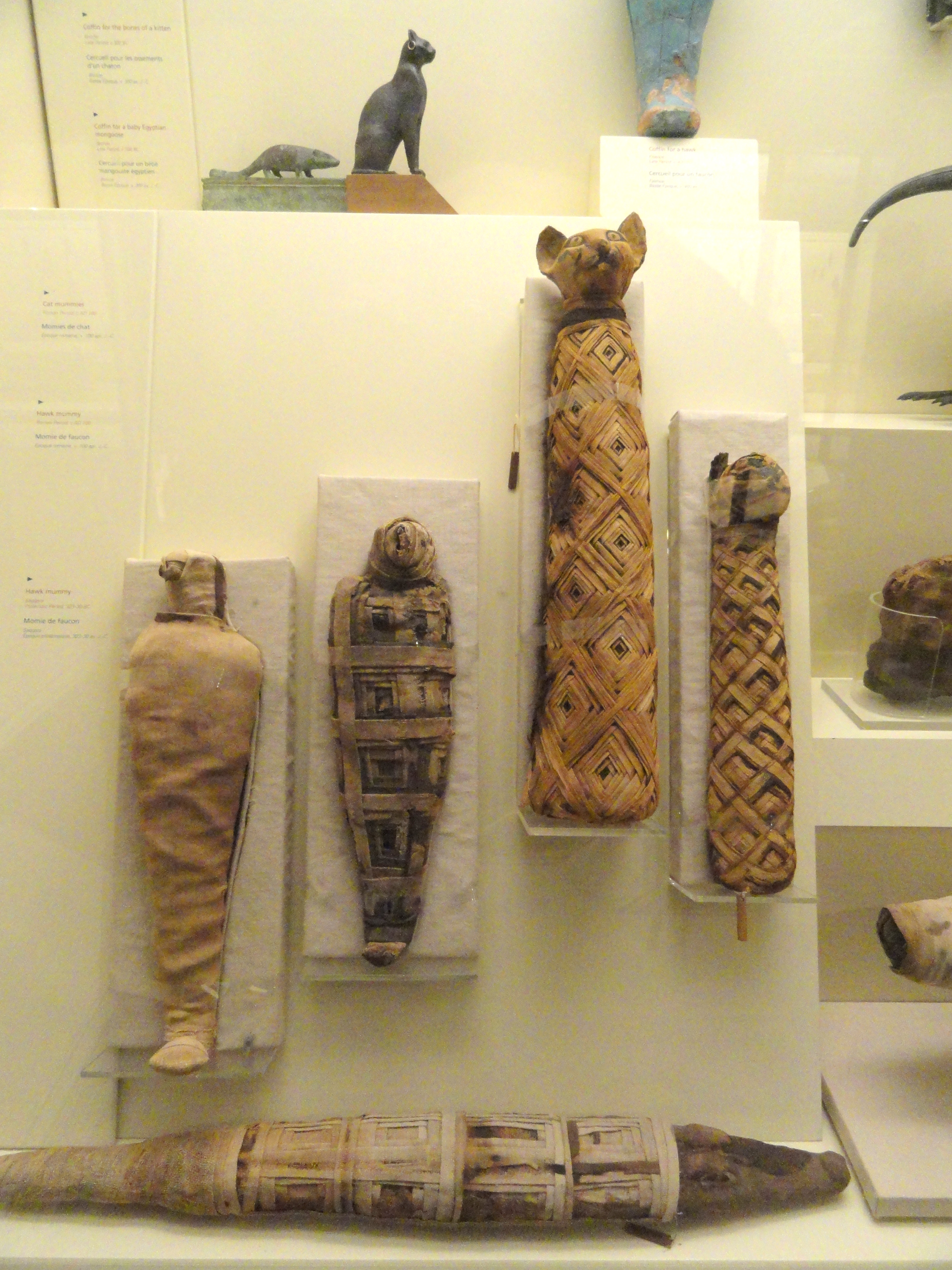
Katzenmumien im Royal Ontario Museum, Toronto

Auch wurden Tiere, insbesondere Katzen (denn sie waren die Tiere der Pharaonen und galten als heilig), mumifiziert, um mit ihren Besitzern ins Jenseits aufzufahren. In der ägyptischen Spätzeit, besonders in der 25. Dynastie, gewann der Tierkult eine solche Bedeutung, dass große Friedhöfe mit Tiermumien entstanden. Interessant ist in diesem Zusammenhang die Tatsache, dass von den gefundenen Tiermumien nur etwa ein Drittel den – bis auf die Eingeweide – vollständigen Körper enthalten; ein weiteres Drittel enthält – manchmal nur wenige – Teile der Tiere (Knochen, Federn etc.) und das letzte Drittel bildet zwar äußerlich den Körper des Tieres nach, enthält aber nur Füllmaterial. Ob es sich dabei um Fälschungen handelte, oder dies eine gängige und auch den Käufern bekannte Praxis war, ist unklar.
Die Art der Behandlung und Ausstattung ist bei den Mumien je nach Zeit, Ort und natürlich auch nach dem Stand eine sehr verschiedene gewesen. Anfangs wurden nur Königsmumien einbalsamiert, mit dem Fortschreiten des Alten Reiches konnten auch Beamte sich mumifizieren lassen. Das einfache Volk konnte nur durch die Eigenschaft des Wüstensandes getrocknet werden.
Die ägyptischen Mumien wurden, besonders im England des 19. Jahrhunderts, häufig vor Publikum auf sogenannten Mumienpartys ausgewickelt. Aus dieser Zeit ist zum ersten Mal der Begriff Ägyptomanie bekannt. Vorher wurden sie auch oft als Brennmaterial benutzt (Mark Twain). Ägyptische Mumien von einfachen Ägyptern wurden in vergangenen Jahrhunderten vielfach zu Wunder-Arzneimitteln verarbeitet.

### In anderen Kulturen
Außer den alten Ägyptern verstanden sich auch die Altkanariern auf den Kanarischen Inseln (Spanien) auf die künstliche Erhaltung; ihre Mumien sind in Ziegenfelle eingenäht und gut erhalten. Der Leichnam wurde xaxo genannt. Sie sind heute im Museo de Naturaleza y Arqueología in Santa Cruz de Tenerife und im Museo Canario in Las Palmas de Gran Canaria zu besichtigen. Ähnliche Fälle gibt es in Mittel- und Südamerika, wo z. B. in Paracas die Cavernen-Kultur ihre Verstorbenen in unzählige Lagen dicker Stoffe wickelte und auf diese Weise konservierte. Peruanische Mumien finden sich in hockender Stellung, mit beiden Händen das Gesicht verdeckend.

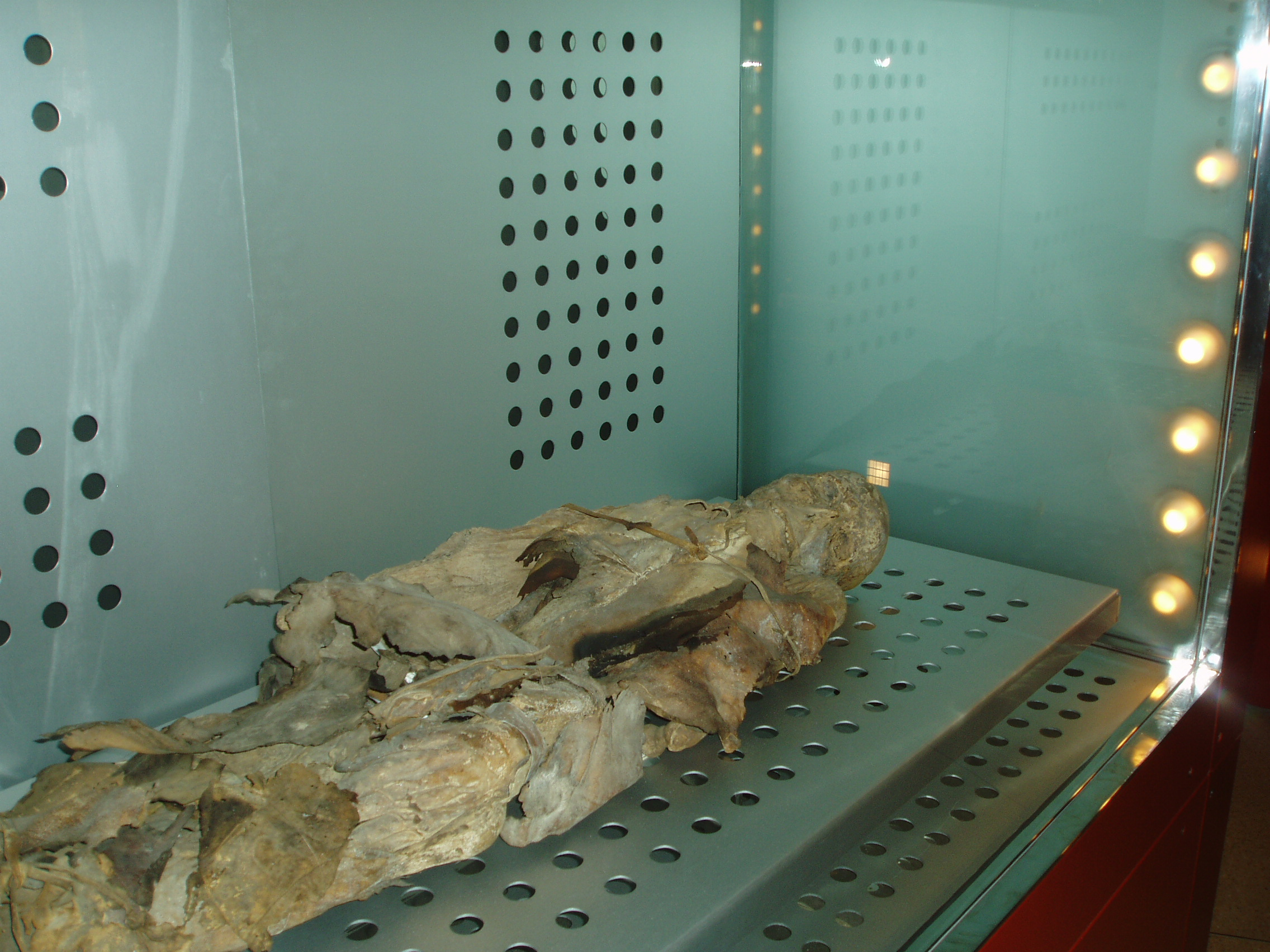
Guanchenmumie (Museo de Naturaleza y Arqueología, Teneriffa)

Auch bei birmanischen Priestern besteht die Sitte der Einbalsamierung, welche meistens mit dem Glauben an ein Wiederaufleben der toten Körper zusammenhängt.
Strittig ist die Mumifizierung bei den Chinchorro (Chile): sie entfleischten den Körper, stützten die Knochen mit Stöcken, und überzogen sie mit einer Art Gips. Darauf klebten sie die Haut und bestrichen sie schwarz. Dies bedeutet, dass ca. 80 % des ursprünglichen organischen Materials nicht erhalten war bzw. beachtet wurde.
Weiterhin wurde Mumifizierung weniger erfolgreich im mittelalterlichen Japan unter den Fujiwara-Herrschern oder bei den buddhistischen Mönchen (Selbstmumifizierung durch Flüssigkeitsverweigerung, siehe Sokushinbutsu) praktiziert.
Selbstmumifizierung praktizierten auch daoistische Mönche im 5. und 6. Jahrhunderts nach Chr. in China. Sie wollten „Unsterblichkeit“ erlangen. Dabei wurden körperliche Vorgänge durch Meditationstechniken zu kontrollieren gelernt und die Ernährung umgestellt. Den Tod führten die Mönche dann herbei, indem sie durch das Trinken von Lackbaumsaft ihre Verdauungsorgane versiegelten. Die Körper wurden danach durch Dämpfe getrocknet und wiederum mit Lack versiegelt.

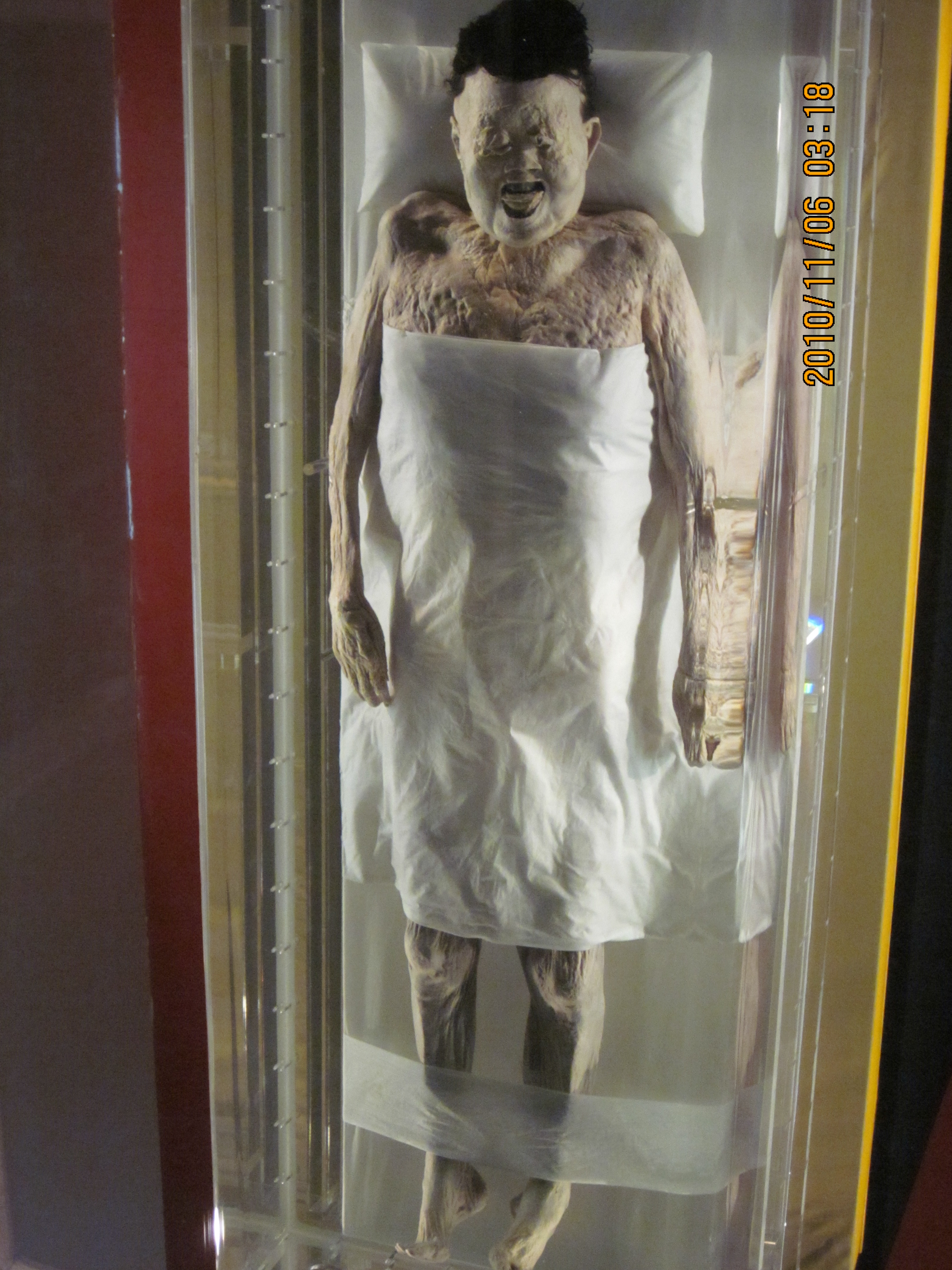
Mumie von Xin Zhui (Lady von Dai)

1921 wurde das sogenannte Mädchen von Egtved gefunden. Der Fund stammt aus der älteren Bronzezeit, etwa 1400 v. Chr. Das Mädchen lag in einem großen Eichensarg. Durch Untersuchungen der Zähne wurde ihr Alter auf 16 bis 18 Jahre geschätzt. Das sog. Egtved Pigen ist nur in Weichteilen und Zähnen erhalten. Die Frau von Skrydstrup stammt aus der frühen nordischen Bronzezeit (etwa 1300 v. Chr.). Sie wurde 1935 gut erhaltenen in einem Eichensarg in der Nähe von Skrydstrup, in Jütland gefunden. Der Fund war für die Rekonstruktion der Frauentracht dieser Zeit und Region von Bedeutung.
Die am besten erhaltene Mumie der Welt wurde 1972–1973 in Mawangdui in der zentralchinesischen Provinz Hunan gefunden: die etwa 160 v. Chr. gestorbene Lady von Dai. Ihre Gelenke sind noch weich, eine Blutentnahme ist möglich. Die Mumifizierung wurde jedoch nicht durch Entnahme von Körperteilen oder Austrocknung herbeigeführt und scheint von verschiedenen Faktoren abzuhängen (Bestattung in kühler Erde; mehrere luftdicht abschließende, ineinander verkantete Särge; eine rote Flüssigkeit im Sarg). Sie stammt aus der Han-Dynastie.
In neuerer Zeit mit den Mitteln der fortgeschrittenen Chemie würde man, wenn darauf Wert gelegt würde, ebenso vollkommene Mumien erzeugen können wie im alten Ägypten, wie unter anderem Brunetti in Padua mit seinen künstlich versteinerten Leichen bewiesen hat. Harrison in England hat nach ägyptischer Methode einen Leichnam konserviert.
Die vielleicht prominenteste künstliche Mumie der Moderne ist der Leichnam Lenins, welcher nach seinem Tod 1924 im Lenin-Mausoleum in Moskau aufgebahrt wurde und dessen durch chemische Prozesse haltbar gemachte Leiche bis heute der Öffentlichkeit zugänglich ist.

## Rezeption

### Heilkunde und Aberglaube
Mumienbestandteile wurden wohl bereits im Altertum zu medizinischen Zwecken benutzt, wobei jedoch zum Teil eine sprachliche Verwechslung mit dem ebenfalls verwendeten Naturstoff Mumijo anzunehmen ist. In dem Heilsystem des Paracelsus und seiner Nachfolger spielten neue Mumien, die man aus den Körpern von Gehenkten wie denjenigen lebender Menschen bereitete, eine große Rolle, ebenso im Volksglauben über Hexen, indem man durch Benutzung derselben den Lebenden schaden zu können glaubte (siehe Bildzauber, Voodoo). Daher die noch heute im Volk lebendige Vorsicht, Haare und Nägelabschnitte zu verbrennen, damit sie nicht in böse Hände fallen können.
Mumia, zu Pulver zermahlene sterbliche Überreste Mumifizierter, wurde bis in das 20. Jahrhundert als Heilmittel vertrieben. Es fand ab dem 16. Jahrhundert auch als farbschönes Braun-Pigment Verwendung. Seit dem 12. Jahrhundert wurden echte oder „gefälschte“ Mumien aus Ägypten nach Europa importiert, sie wurden im ganzen Mittelmeerraum gehandelt.

### Sammel- und Ausstellungsobjekte
Von einer „Mumienmanie“ könne man ab der Renaissance sprechen. Da wahre Mumien teuer waren, begann der Handel mit Fälschungen. In heutigen Museen wurden bisher etwa 40 gefälschte Mumien entdeckt.

### Mumien-Partys
Mit Napoleons Ägyptischer Expedition (1798–1801) und den Berichten über die Entdeckungen seiner Soldaten und mitreisenden Forscher wurde in Europa ein „Ägypten-Kult“ ausgelöst, in dessen Ausbreitung Anfang des 19. Jahrhunderts sogenannte „Mumien-Partys“ in England in Mode kamen. Auf diesen Partys englischer Lords wurden dann gemeinschaftlich Mumien ausgewickelt. Die Teilnehmer erhofften sich oft wertvolle Überraschungen wie Schmuck oder Medaillons. Auf anderen derartigen Veranstaltungen wollte man sich nur gruseln, weshalb in deren Verlauf auch oft absurde Geschichten erzählt wurden.
Nach den Partys behielten viele Lords die Mumien als Dekoration oder verkauften sie. Das Leinen und der Rest war für sie wertlos und wurde daher oft weggeworfen, obwohl zur gleichen Zeit in Nordamerika Mumienleinen zur Papierherstellung sehr gefragt war. Auch in Deutschland gab es einige dieser Veranstaltungen, wie beispielsweise die von Friedrich Karl von Preußen, dem Neffen des damaligen Königs. Diese Veranstaltung, die im Jagdschloss Dreilinden auf einem Billardtisch mit einer selbstmitgebrachten Mumie stattfand, wurde sogar von dem anwesenden Ägyptologen Heinrich Brugsch später beschrieben. Nach seinen Angaben enthielt die dabei ausgewickelte Mumie jedoch keine wertvollen Gegenstände.

### Medien
Mumien finden als Untote in zahlreichen Horrorromanen Verwendung. Jane C. Loudon löste mit ihrem Roman The Mummy! (Die Mumie) von 1827 eine ganze Reihe von Mumienromanen aus, die zur Vorlage von Verfilmungen wurden.
Es gibt auch ein Pen-&-Paper-Rollenspiel des White-Wolf-Verlags, Mummy: The Resurrection, in welchem man in die Rolle eines solchen Untoten schlüpft.

## Fälschungen
Im November 2000 wurde im pakistanischen Quetta eine Mumie beschlagnahmt, die später als Persische Mumie bekannt wurde. Es handelte sich um eine angebliche Tochter des achämenidischen Königs Xerxes I., die in ägyptischer Technik mumifiziert und mit zum Teil beschrifteten goldenen Schmuckstücken ausgestattet worden war. Nach ersten Zweifeln aufgrund von Merkwürdigkeiten bei der Mumifizierungstechnik sowie Schreibfehlern in den Inschriften wurde schließlich durch eine Radiocarbondatierung bestätigt, dass es sich in Wirklichkeit um eine erst 1996 verstorbene, wahrscheinlich ermordete, junge Frau gehandelt hat. Ob es sich um eine gestohlene Leiche gehandelt hat oder die Frau direkt für die Herstellung der Mumie ermordet wurde, blieb unklar.
Im September 2013 wurde in Diepholz (Deutschland) auf dem Dachboden eines 1970 erbauten Hauses eines Verstorbenen, der in den 1950er Jahren Ägypten bereiste, eine Kiste mit ägyptischen Zeichen gefunden. Der menschenmumienförmige Inhalt wurde, obwohl man die Bandagierung für aus dem 20. Jahrhundert stammend schätzte, nach einer MR-Computertomografie für eine menschliche Mumie gehalten, obwohl sichtlich Halswirbelknochen fehlen. Erst eine genauere, zerlegende Analyse zeigte, dass es sich um ein Kunststoffskelett – allerdings kombiniert mit einem menschlichen Schädel – handelt. Die Pfeilspitze im Kopf wird für Kinderspielzeug gehalten.

## Liste bekannter Mumien

### Bekannte Fundstätten

#### Afrika
- Ägypten
  - Bahariya, das Tal der goldenen Mumien
  - Gebelein, woher eine weibliche und eine männliche Mumie mit den ältesten derzeit bekannten Tätowierungen stammen
  - Tal der Könige (Theben-West)
  - Tal der Königinnen (Theben-West)

#### Asien
- China
  - Tarim-Mumien mit europäischen, westlichen Gesichtszügen und heller Haarfarbe
- Russland
  - Amazone von Bertek
  - Skythischer Eiskrieger
- Philippinen
  - Kabayan-Mumien, Cordillera Central, auf der Insel Luzon

#### Europa
- Dänemark
  - Mädchen von Egtved
- Deutschland
  - Chemnitzer Teermumie
  - Christian Friedrich von Kahlbutz
  - Diepholzer Mumie
  - Moorleiche von Windeby I – früher als Mädchen von Windeby bekannt
  - Mumie aus dem Dachauer Moos – eine südamerikanische Mumie die lange Zeit für eine bayerische Moorleiche gehalten wurde
  - Mumien von Illmersdorf
- Grönland
  - Eismumien von Qilakitsoq
- Italien
  - Kaiserjägermumien
  - Mumie von Similaun (Ötzi) (etwa 5.300 Jahre alt)
- Kroatien
  - Mumien von Vodnjan
- Niederlande
  - Mumien von Wiuwert
- Portugal
  - Mumien im Sado-Tal (etwa 8.000 Jahre alt)
- Tschechien
  - Mumien von Klatovy
- Vereinigtes Königreich
  - Cladh Hallan (Schottland)
  - Mann von St. Bees (England)

#### Nordamerika
- Mexiko
  - Mumien von Guanajuato

#### Südamerika
- Chile
  - Junge vom El Plomo
  - Atacama-Humanoid
  - Mumien der Chinchorro-Kultur (etwa 7.000 Jahre alt)
- Peru
  - Juanita

### Einzelpersonen

#### Ägypten
- Amenophis III.
- Hatschepsut
- Juja
- Nesperennub
- Ramses I.
- Ramses II.
- Thutmosis II.
- Tutanchamun
- Younger Lady

#### Andere Länder
- Amazone von Bertek (Russland)
- Junge vom El Plomo (Chile)
- Itigilow (Ivolginsk, Sibirien)
- Juanita, Peru
- Luftg’selchter Pfarrer
- Lenin (Russland)
- Luang Pordaengd (Ko Samui, Thailand)
- Manfred die Segelmumie (Philippinen)
- Marquise von Dai
- Mädchen von Egtved
- Moorleiche von Windeby I – früher als Mädchen von Windeby bekannt
- Mumie aus dem Dachauer Moos – eine südamerikanische Mumie, die lange Zeit für eine bayerische Moorleiche gehalten wurde
- Mumie von Similaun (Ötzi) (Österreich / Italien)
- Pseudokopf des Landvogtes Peter von Hagenbach (Oberrhein)
- Ritter Kahlbutz (Deutschland)
- Chemnitzer Teermumie (Deutschland)
- Rosalia Lombardo (Italien)
- Skythischer Eiskrieger